# Keerbergen
Keerbergen là một đô thị ở tỉnh Vlaams-Brabant. Đô thị này bao gồm thị xã Keerbergen. Tại thời điểm ngày 1 tháng 1 năm 2006, Keerbergen có tổng dân số 12.444 người. Tổng diện tích là 18,39 km² với mật độ dân số là 677 người trên mỗi km².